# 22401 Egisto
22401 Egisto è un asteroide della fascia principale. Scoperto nel 1995, presenta un'orbita caratterizzata da un semiasse maggiore pari a 3,2264808 UA e da un'eccentricità di 0,1024448, inclinata di 15,63458° rispetto all'eclittica.
L'asteroide è dedicato all'astronomo italiano Egisto Masotti.